# Emanuel Archibald
Emanuel Archibald, né le 9 septembre 1994, est un athlète guyanien, spécialiste du 100 mètres et du saut en longueur.

## Biographie
Il est éliminé lors des qualifications du saut en longueur lors des championnats du monde de 2019.
En 2021, il remporte la médaille d'argent du 100 m des championnats d'Amérique du Sud, devancé par le Brésilien Felipe dos Santos. Désigné porte-drapeau de Guyana lors des Jeux olympiques d'été à Tokyo, il franchit le tour préliminaire du 100 mètres mais est éliminé lors du premier tour.
En juillet 2023, aux Jeux d'Amérique centrale et des Caraïbes, Emanuel Archibald remporte la médaille d'or du 100 m dans le temps de 10 s 24.
Lors du 100 m des championnats du monde 2023, à Budapest, il franchit le tour préliminaire, le premier tour, et s'incline finalement en demi-finale en établissant un nouveau record personnel en 10 s 13.
Il est nommé porte-drapeau de la délégation du Guyana aux Jeux olympiques d'été de 2024 à Paris aux côtés de la pongiste Chelsea Edghill.

## Palmarès
| Date | Compétition                              | Lieu         | Résultat | Epreuve          | Marque  |
| ---- | ---------------------------------------- | ------------ | -------- | ---------------- | ------- |
| 2019 | Championnats d'Amérique du Sud           | Lima         | 5e       | 100 m            | 10 s 56 |
| 2019 | Championnats d'Amérique du Sud           | Lima         | 4e       | Saut en longueur | 7,66 m  |
| 2021 | Championnats d'Amérique du Sud           | Guayaquil    | 2e       | 100 m            | 10 s 23 |
| 2021 | Championnats d'Amérique du Sud           | Guayaquil    | 3e       | 4 × 100 m        | 40 s 02 |
| 2021 | Championnats d'Amérique du Sud           | Guayaquil    | 7e       | Saut en longueur | 7,75 m  |
| 2023 | Jeux d'Amérique centrale et des Caraïbes | San Salvador | 1er      | 100 m            | 10 s 24 |
| 2023 | Jeux panaméricains                       | Santiago     | 3e       | 100 m            | 10 s 31 |

## Records
| Épreuve          | Performance | Lieu     | Date         |
| ---------------- | ----------- | -------- | ------------ |
| 100 m            | 10 s 13     | Budapest | 20 août 2023 |
| Saut en longueur | 8,12 m      | Kingston | 11 mai 2019  |